# Joseph Mazilier

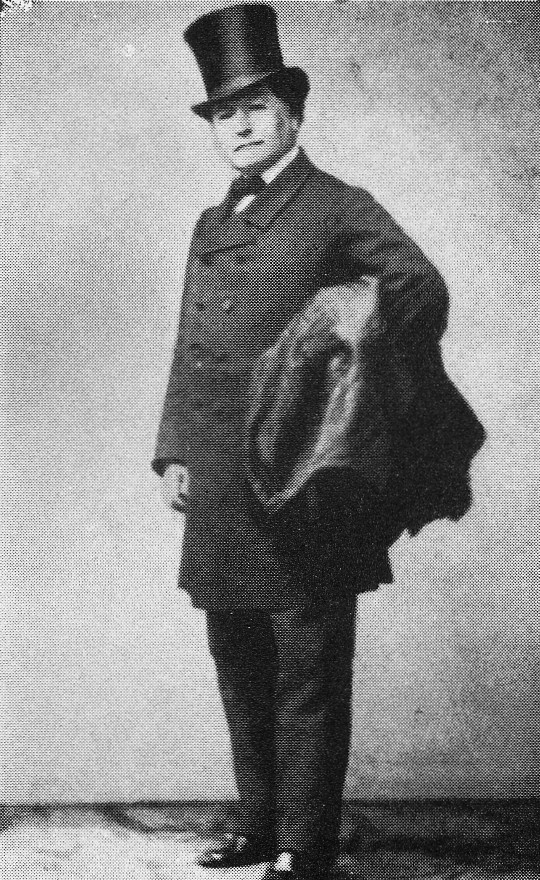
Joseph Mazilier um 1860

Joseph Mazilier (* 13. März 1797 in Marseille als Giulio Mazarini; † 19. Mai 1868 in Paris) war ein französischer Tänzer, Ballettmeister und Choreograf.

## Leben

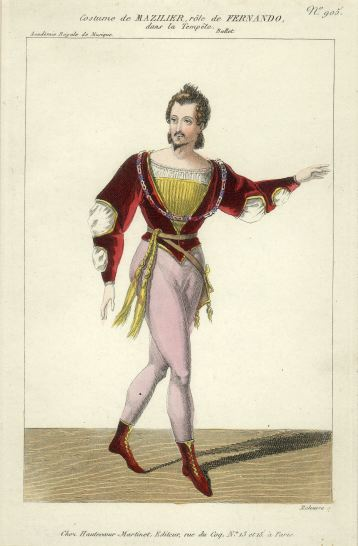
Mazilier als Fernando in La Tempête (1835)

Joseph Mazilier hatte von 1818 bis 1821 ein erstes Engagement in Lyon als Tänzer am Grand Théâtre de Lyon. Nach einer kurzen Verpflichtung an das Grand-Théâtre in Bordeaux wechselte er im Jahr 1822 zum Théâtre de la Porte Saint-Martin in Paris. 1830 wurde er dann Erster Solotänzer der Pariser Oper und tanzte dort Hauptrollen in vielen bedeuteten Ballettaufführungen der damaligen Zeit. Es folgte 1839 die Ernennung zum Ballettmeister. Nach einem Gastspiel (1851/1852) in Sankt Petersburg (als Ballettmeister) kehrte er in gleicher Stellung an die Pariser Oper zurück. Joseph Mazilier beendete seine Karriere mit einem Engagement von 1866 bis 1867 an das Brüsseler Opernhaus.
Mazilier kreierte und entwickelte in Paris unter anderem Choreografien zu Le diable amoureux (Libretto von Saint-George) im Jahr 1840 und Le diable à quatre (Libretto von Adolphe de Leuven) im Jahr 1845. Zu seinen wesentlichen choreografischen Arbeiten gehören die Ballette Paquita (1846) und Le Corsaire (1856). Beide Ballette werden bis in die Gegenwart mit Bezug auf die ursprüngliche Choreografie von Joseph Mazilier aufgeführt.